# Шаблони J2EE
Шаблони J2EE - набір шаблонів проектування, що описують архітектуру серверної платформи для задач середніх і великих підприємств. Ці шаблони рекомендується застосовувати при проектуванні додатків з використанням java-архітектури J2EE для вирішення стандартних підзадач, зазначених нижче:

## Intercepting Filter
Забезпечує централізовану точку входу для управління обробкою запиту.

## Front Controller
Комбінує Dispatcher, Front Controller і View Helper, відкладаючи обробку сигналів.

## Dispatcher View
Паттерн Dispatcher View, як і патерн Service to Worker, описує загальну комбінацію інших паттернов каталогу. Обидва цих макро-патерну описують комбінацію контролера і диспетчера з видами і хелперами. Описуючи загальну структуру, вони надають особливе значення паттернам, які пов'язані, проте мають різне застосування.

## Service to Worker
Паттерн (шаблон) Service to Worker, як і патерн Dispatcher View, описує загальну комбінацію інших паттернов каталогу. Обидва цих макро-патерну описують комбінацію контролера і диспетчера з видами і хелперами. Описуючи загальну структуру, вони надають особливе значення паттернам, які пов'язані, проте мають різне застосування.

## Composite View
Створення складеного візуального представлення

## View Helper
Забезпечує попередню і пост-обробку запиту.

## Business Delegate
Ховає складності пошуку і створення бізнес-сервісів.

## Service Locator
Управляє виконанням запитів, кешуванням результатів та їх обробкою.

## Value List Handler
Збирає складовою Value Object з багатьох джерел даних.

## Value Object Assembler
Ховає складність бізнес-об'єкта, централізує обробку workflow.

## Composite Entity
Забезпечує обмін даними між шарами, зменшуючи мережевий трафік.

## Value Object
Ховає складність бізнес-об'єкта, централізує обробку workflow.

## Session Facade
Розділяє презентаційний і сервісний рівні, забезпечує інтерфейси фасаду і посередника для сервісів.

## Data Access Object
Абстрагує джерело даних; забезпечує прозорий доступ до даних.

## Service Activator
Забезпечує асинхронну обробку для компонентів EJB.

## Див.також
- Java
- J2EE